# Енчо Пиронков
Енчо Стоев Пиронков е български художник-живописец.

## Биография
Енчо Пиронков е роден в пловдивското село Розовец. Завършва гимназия в Пловдив през 1952 година. Няма художествено образование, „със самобитен художествен талант“. Става известен през 1961 година, когато негови картини са показани на Първата национална младежка изложба в София. Оттогава Пиронков поставя над десет самостоятелни изложби в Пловдив и София, както и в чужбина: Берлин, Болоня, Будапеща, Варшава, Дрезден, Кьолн, Лайпциг и др.
Пиронков е един от художниците от т. нар. Пловдивска школа от 60-те години на XX век, наред с Георги Божилов, Димитър Киров, Йоан Левиев, Колю Витковски и Христо Стефанов. В творбите му, наситени с богатство на багрите, лиризъм и емоционалност, като основни теми присъстват Старият Пловдив, селският бит, Априлското въстание. Пиронков работи и в областта на приложното монументално изкуство (мозайки, фрески, стъклописи, дървена и метална пластика) и сценичната декорация – негово дело са декорите за филма „Сватбите на Йоан Асен“.
Негови произведения са притежание на Националната художествена галерия, много държавни и частни галерии в България, както и частни колекции в САЩ, Австрия, Испания, Дания, Мексико, Япония, Франция, Германия.

## Признание и награди
Носител е на множество отличия, сред които награда на СБХ през 1964 година, орден „Кирил и Методий“ през 1979 година и званието „заслужил художник“ през 1985 г. През 2013 година е удостоен с орден „Стара планина“, I степен.
През 1984 година излиза книга, посветена на Пиронков, с автор Аксиния Джурова.

## Семейство
Съпругата му Катя Пиронкова е юрист. Имат три деца – Вида, Стою и Петър. Дъщеря му Вида Пиронкова е композитор, поет, писател, журналист и бижутер. Има осъществени изложби, издадена книга „Броеницата на Вида“, компактдискове с музика и песни, а през 2017 година става популярна като автор на музиката и текста на песента „Гълъбо“, в изпълнение на Миро. Петър Пиронков е художник, наследил баща си, и има над 45 самостоятелни изложби. Стою Пиронков се занимава с изобразително изкуство и търговия в тази област. Петър и Вида продължават артистичните таланти на баща си. Синът му Кирил, от първия брак на Енчо Пиронков, е републикански шампион по кану и настоящ треньор на дъщеря си Цветана Пиронкова – една от най-добрите български тенисистки.